# Mellersta Österbottens välfärdsområde
Mellersta Österbottens välfärdsområde (finska: Keski-Pohjanmaan hyvinvointialue) är ett av de 21 välfärdsområdena i Finland. Välfärdsområdet grundades som en del av reformen som berör social- och hälsovården och räddningsväsendet i Finland, och det omfattar samma område som landskapet Mellersta Österbotten.

Mellersta Österbottens välfärdsområde.

## Kommuner
Mellersta Österbottens välfärdsområde består av åtta kommuner varav två är städer.
- Halso kommun
- Kannus stad
- Karleby stad
- Kaustby kommun
- Lestijärvi kommun
- Perho kommun
- Toholampi kommun
- Vetil kommun

I april 2022 fanns det tillsammans 67 995 invånare i området.

## Tjänster
Från och med 1 januari 2023 överförs ansvaret för att ordna social- och hälsovårdstjänsterna och räddningsväsendet från kommuner och samkommuner till välfärdsområdena. Enligt lag ska kommuners och samkommuners gällande avtal överföras till välfärdsområden.

### Sjukvård
Kommuner i Mellersta Österbottens välfärdsområde tillhör Mellersta Österbottens sjukvårdsdistrikt. Områdets centralsjukhus, Mellersta Österbottens centralsjukhus, finns i Karleby.

### Räddningsverk
Mellersta Österbottens och Jakobstadsområdets räddningsverk är verksamma i Mellersta Österbottens välfärdsområde.

## Beslutsfattande

### Välfärdsområdesvalet
Vid välfärdsområdesval utses välfärdsområdesfullmäktige för välfärdsområdena, som ansvarar för ordnandet av social- och hälsovården och räddningsväsendet från och med den 1 januari 2023. Välfärdsområdena har självstyre och den högsta beslutanderätten utövas av välfärdsområdesfullmäktige. Välfärdsområdesval förrättas samtidigt med kommunalval.
Det första välfärdsområdesvalet hölls den 23 januari 2022. Då valdes 59 personer till välfärdsområdesfullmäktige i Mellersta Österbotten.

### Välfärdsområdesfullmäktige
Välfärdsområdesfullmäktige ansvarar för välfärdsområdets verksamhet och ekonomi. Fullmäktige fattar beslut om årsbudgeten, godkänner bokslutet och ansvarar för strategiska linjer.

### Mandatfördelning
|  | 9 |  | 7 | 23 | 5 | 4 | 6 |  |

| 32 | 27 |

| 3 | 12 |  | 7 | 19 | 4 | 5 | 8 |